# Сиваш (Харьковская область)
Сиваш (укр. Сиваш) — село,
Первомайский городской совет,
Харьковская область.
Код КОАТУУ — 6311590001. Население по переписи 2001 года составляет 493 (214/279 м/ж) человека.
В 2012 году село присоединено к городу Первомайский.

## Географическое положение
Село Сиваш находится на берегу безымянной речушки, которая через 2 км впадает в реку Берека.
На реке несколько запруд.
Ниже по течению на расстоянии в 1 км расположено село Алексеевка.
Примыкает к городу Первомайский.
Рядом проходят автомобильные дороги Т-2107 и Т-2110.
На расстоянии в 2 км расположена железнодорожная станция Лихачево.

## История
- По первому межеванию 1777 года имение Сиваш состояло из 2581 десятины земли, а на 1826 г. на этих землях числится 80 дворов, 285 мужчин и 230 женщин.
- До 1 сентября (ст.ст.) 1917 года в составе Российской империи.
- С 1 сентября (ст.ст.) по 25 октября (ст.ст.) 1917 года в составе Российской республики. Далее началась Гражданская война.
- C 29 апреля по 14 декабря 1918 года во время Гражданской войны в России 1918—1923 годов в составе Украинской державы.
- C декабря 1922 года в составе Украинской Советской Социалистической Республики Союза Советских Социалистических Республик.
- 20 октября 1941 года немецкие войска вторглись на территорию Алексеевского (ныне Первомайского) района.
- 23 января 1942 года освобождено с. Сиваш Алексеевского р-на Харьковской обл. войсками 6-го кавалерийского корпуса (генерал-майор А. Ф. Бычковский) и 5-й гвардейской танковой бригады 6-й армии (генерал-майор А. М. Городнянский) Юго-Западного фронта (командующий генерал-лейтенант Ф. Я. Костенко) в ходе Барвенково-Лозовской наступательной операции 18-31.01.1942 года. 6-й кавкорпус фронтового подчинения действовал в полосе наступления 6-й армии.[1]
- В мае 1942 года село снова оккупировано.
- 13 декабря 1991 года — официальная дата основания[2].
- 27 июля 1994 года — село присоединено к городу Первомайский.[3]
- 5 ноября 2012 года — село снято с учёта[4]

## Экономика
- Свино-товарная ферма.

## Объекты социальной сферы
Сельский клуб